# NGC 820
NGC 820 est une galaxie spirale située dans la constellation du Bélier. NGC 820 a été découverte par l'astronome britannique John Herschel en 1828.

## Caractéristiques
Sa vitesse par rapport au fond diffus cosmologique est de 4 151 ± 19 km/s, ce qui correspond à une distance de Hubble de 61,2 ± 4,3 Mpc (∼200 millions d'al).
À ce jour, une dizaine de mesures non basées sur le décalage vers le rouge (redshift) donnent une distance de 58,250 ± 9,394 Mpc (∼190 millions d'al), ce qui est à l'intérieur des valeurs de la distance de Hubble.
La classe de luminosité de NGC 820 est II et elle présente une large raie HI.

## Supernova
La supernova SN 2002ea a été découverte dans NGC 820 le 21 juillet 2002 par les astronomes amateurs américain Tim Puckett et canadien Jack Newton. Cette supernova était de type IIn.

## Groupe de NGC 820
La galaxie NGC 820 est la plus grosse et la plus brillante d'un trio de galaxies. Les deux autres galaxies du groupe de NGC 820 sont UGC 1630  et UGC 1689.